# Течен кристал
Течният кристал е кондензирана материя, комбинираща някои от качествата на течност и кристал. По обемна свиваемост течните кристали не се различават много от твърдите тела, но имат много по-малък еластичен модул на хлъзгане. Те могат да текат както обикновените течности и имат определена ориентационна подреденост на дългите оси на молекулите в една посока.

## История
Течните кристали са открити от австрийския химик и ботаник Фридрих Райницер през 1888 година. При топене на кристален холестерин при температура от 145° С се образува мътна стопилка, която се превръща в бистра течност при 178,5° С. Райницер предполага че между двете температури веществото се намира в нова фаза. Ото Леман открива сходство със структурата на молекулен кристал и нарича тази фаза течен кристал. В началото на 20 век вече са били синтезирани няколкостотин течни кристали. Първата класификация е предложена през 1922 година от Ж. Фридел. През 30-те години на XX век започва изследването на електрооптичните и магнитооптичните свойства на течните кристали.

## Структура
Течните кристали са материали със структура, подобна на желе, която е междинна между тази на течностите и кристални твърди вещества. Както в течностите, молекулите на течните кристали могат да текат. Както при твърдите кристали обаче, молекулите им се подреждат по определен начин и свойствата им зависят от посоката – проявяват анизотропия. Както и твърдите кристали, течните кристали показват полиморфизъм; например, те могат да преминат в различни структурни модели, всеки с различими свойства.

## Видове
Всички течни кристали съдържат дълги, еднакво ориентирани молекули. Те съществуват в определен температурен интервал, поради което се наричат термотропни течни кристали.
- Нематични – Дългите оси на молекулите са ориентирани в една посока, а самите молекули имат само близко подреждане.
- Смектични – Осите на молекулите са ориентирани в една посока, а самите молекули са подредени по слоеве и могат да се движат вътре в слоя.
- Холестерични – Молекулите са ориентирани послойно и осите им са успоредни на двете гранични повърхнини на слоя. Посоката на ориентация на осите на молекулите се променя с един и същ ъгъл за всеки следващ слой.

Друга голяма група течни кристали от особено значение за живите организми се наричат лиотропни, защото при тях течнокристалната фаза зависи от веществото на разтворителя. Молекулите на лиотропните кристали притежават асиметрична структура и асиметрично поведение спрямо молекулите на разтворителя. Когато разтворителят е вода, тъй като молекулите на водата имат значителен електрически диполен момент те привличат „главите“ на молекулите на течния кристал, който също притежава диполен момент. Другата част на молекулата на лиотропния течен кристал, наречена „опашка“, се отблъсква от молекулите на водата. Образува се слой, в който хидрофилните глави на молекулите на лиотропния течен кристал са насочени към молекулите на водата, а опашките им са насочени една към друга. Такива слоеве изграждат клетъчните мембрани.

## Свойства
Течнокристалното органично съединение при протичане на ток през него завърта молекулите си на 90 градуса. Ако пред него се сложи поляризатор се получава ефект на потъмняване.
Оптическите свойства на течните кристали зависят от ориентацията на молекулите в слоя на материала. Електрическото поле (предизвикано от малко електрическо напрежение) може да промени ориентацията на молекулите в слой на течен кристал и така въздейства на неговите оптически свойства. Този процес е характеризиран като електро-оптически ефект, и намира практическо приложение в изработката на течнокристални дисплеи (например за калкулатори). При нематичните кристали промяната в оптическите свойства е резултат от ориентирането на молекулите на течния кристал покрай или перпендикулярно на приложеното електрическо поле, като предпочитаната посока се определя от химическата структура на молекулата. Течните кристали, които се ориентират паралелно или перпендикулярно на приложеното електрическо поле, се използват за точно определени функции.

## Приложения
Поради наличието на диполен момент, молекулите на течния кристал са чувствителни към външни електрични и магнитни полета. Външното поле променя ориентацията или разрушава подреждането на молекулите на течния кристал. По този начин оптичните свойства на някои течни кристали могат да бъдат управлявани от външно електрично поле. Благодарение на това свойство на течните кристали те намират приложение в цифровите индикатори и телевизионните екрани
Течните кристали се прилагат широко за изработката на дисплеи (LCD). Малките електрически напрежения, необходими за ориентиране на молекулите на течния кристал са ключово предимство пред останалите технологии и определят търговския успех на тази технология. При другите технологии за производство на дисплеите рядко има толкова ниска консумация на енергия.
Част от техническите приложения на течните кристали са свързани с флексоелектричеството. То се състои в индуцирана поляризация при огъване без външно електрично поле и индуцирано огъване при прилагане на външно електрично поле. Българската школа по течни кристали е създадена от академик Александър Держански през 1968 година във Физическия институт на Българската академия на науките. Групата на Держански с участието на акад. Александър Петров открива градиентния флексоелектричен ефект, който се състои в появата на обемни въртящи моменти в течнокристалния слой под действие на външно нехомогенно електрично поле (1971 – 1974).
Друго приложение на течните кристали е в уредите за инфрачервена термография.